# Епархия Нуэво-Ларедо
Епархия Нуэво-Ларедо (лат. Dioecesis Novolaredensis) — епархия Римско-католической церкви с центром в городе Нуэво-Ларедо, Мексика. Епархия Нуэво-Ларедо входит в митрополию Монтеррея. Кафедральным собором епархии Нуэво-Ларедо является церковь Святого Духа.

## История
6 ноября 1989 года Римский папа Иоанн Павел II издал буллу Quo facilius, которой учредил епархию Нуэво-Ларедо, выделив её из архиепархии Монтеррея и епархии Матамороса.

## Ординарии епархии
- епископ Ricardo Watty Urquidi (6.11.1989 — 21.02.2008) — назначен епископом Тампико;
- епископ Gustavo Rodríguez Vega (8.10.2008 — по настоящее время).